# Juana Fernández de Castro
Juana Fernández de Castro (m. c. 1316). Dama castellana. Fue hija de Fernando Rodríguez de Castro, señor de Lemos y Sarria, y de Violante Sánchez de Castilla.
Fue hermana de Pedro Fernández de Castro y nieta del rey Sancho IV de Castilla. 

## Orígenes familiares
Fue hija de Fernando Rodríguez de Castro y de Violante Sánchez de Castilla, y era nieta por parte paterna de Esteban Fernández de Castro, señor de Lemos y de Sarria, y de Aldonza Rodríguez de León, nieta del rey Alfonso IX de León. Y por parte materna era nieta de Sancho IV de Castilla y de su amante, María de Meneses.

## Biografía
Se desconoce su fecha de nacimiento. Su padre heredó el señorío de Lemos y otras muchas posesiones y ocupó, al igual que el abuelo de Juana Fernández, el cargo de pertiguero mayor de Santiago, lo que le convirtió en el noble gallego más poderoso durante los reinados de Sancho IV y Fernando IV, y falleció en 1304 o en 1305 en el transcurso de una batalla librada en Monforte de Lemos contra las tropas del infante Felipe de Castilla, tío carnal de Juana Fernández. Y la madre de esta, Violante Sánchez, fue señora de Ucero, Oimbra y Villamartín de Valdeorras, entre otras villas, y después de enviudar, profesó como religiosa en la Orden de Santiago, a la que entregó todas sus posesiones en 1327, y fue además patrona y comendadora del monasterio de Sancti Spiritus de Salamanca, en el que fue sepultada.
Hacia 1314 Juana Fernández de Castro contrajo matrimonio con Alfonso de Valencia, hijo del infante Juan de Castilla el de Tarifa y de Margarita de Montferrato y nieto del rey Alfonso X de Castilla. Y su esposo, que se encontraba viudo de Teresa Núñez de Lara, hija de Juan Núñez I de Lara, señor de la casa de Lara, fue señor de Valencia de Campos y Mansilla, mayordomo mayor del rey Alfonso XI de Castilla (1315-1316), y pertiguero mayor de Santiago..
Según consta en la Gran Crónica de Alfonso XI, su esposo falleció en 1316 en el municipio zamorano de Morales de Toro, situado en las cercanías de la ciudad de Toro, y diez días después de su muerte Juana Fernández de Castro dio a luz a dos hijos gemelos, según consta en la Coronica general de España, escrita por Florián de Ocampo en el siglo XVI.
Se desconoce su fecha de defunción, aunque debió ocurrir después de 1316.

## Matrimonio y descendencia
Fruto de su matrimonio con Alfonso de Valencia nacieron dos hijos: 
- Fernando Alfonso de Valencia (1316-1384).[16] Maestre de la Orden de Santiago[17] y heredero de la Casa de Valencia.[16]
- Alfonso Fernández de Valencia (1316-1365). Obispo de Zamora.[18]